# 仙后座50
仙后座50，又名BD+71 117，HD 12216、SAO 4560、HR 580，是仙后座的一颗恒星，视星等为3.98，位于銀經128.38，銀緯10.31，其B1900.0坐标为赤經1h 54m 53.1s，赤緯+71° 10.31′ 15″。
它在过去被认为是NGC 771，结果后来发现它是一颗恒星。